# Joel Johnstone
Joel Johnstone (3 settembre 1984) è un attore statunitense. È noto per aver interpretato Gus Grissom in The Astronaut Wives Club, di Logan in Una fantastica e incredibile giornata da dimenticare e di Archie Cleary in La fantastica signora Maisel.

## Biografia
Dopo aver frequentato la Fordham University, Johnstone ha ottenuto vari ruoli minori in serie televisive americane, come Criminal Minds e Agents of S.H.I.E.L.D., e ha partecipato a vari cortometraggi di registi indipendenti. Nel 2012 ha sceneggiato e diretto il cortometraggio The Pilgrim & the Private Eye, di cui è anche attore protagonista.
Nel 2015 si unisce al cast di The Astronaut Wives Club e nel 2017 a quello de La fantastica signora Maisel.
Nel 2022 si unisce al cast del film Good Egg, diretto da Nicole Gomez Fisher.

## Filmografia

### Cinema
- The Minority, diretto da Dwayne Buckle (2006)
- Frat Brothers of the KVL, diretto da Brian Antonson (2007)
- Spinning Into Butter, diretto da Mark Brokaw (2007)
- Una fantastica e incredibile giornata da dimenticare, diretto da Miguel Arteta (2014)
- The Wedding Party, diretto da Thane Economou (2016)
- Good Egg, diretto da Nicole Gomez Fisher (2022)

### Cortometraggi
- Sans Pertinence, diretto da Derek Lake (2005)
- Together, diretto da Michael Knowles (2006)
- Walter King, diretto da Shawn Christensen (2006)
- Overthrow the Totems, diretto da Jason Dolan (2006)
- Magritte Moment, diretto da Ian Fischer (2008)
- The Etiquette Ninjas, diretto da Zach Lewis e Jim Mahoney (2010)
- About a Broads, diretto da Melissa Fisher (2011)
- Allison, diretto da Paul Brickman (2012)
- The Pilgrim & the Private Eye, diretto da Joel Johnstone (2012)
- The Muse, diretto da Melora Walters (2016)
- The Great Break-Up Contest, diretto da Thane Economou (2016)

### Televisione
- Urban Gothic - serie TV, 1 episodio (2000)
- Ed - serie TV, 1 episodio (2002)
- Criminal Minds - serie TV, 1 episodio (2009)
- The Newsroom - serie TV, 4 episodi (2013)
- Getting On - serie TV, 9 episodi (2013-2014)
- Agents of S.H.I.E.L.D. - serie TV, 1 episodio (2014)
- Deliverance Creek - Solo per vendetta - film TV (2014)
- The Astronaut Wives Club - serie TV, 10 episodi (2015)
- The Fosters - serie TV, 1 episodio (2016)
- NCIS: Los Angeles - serie TV, 1 episodio (2016)
- La fantastica signora Maisel - serie TV, 20 episodi (2017-in corso)
- Timeless - serie TV, 1 episodio (2017)
- iZombie - serie TV, 1 episodio (2017)
- L'arte del dubbio - serie TV, 1 episodio (2017)
- Longmire - serie TV, 1 episodio (2017)
- Wisdom of the Crowd - Nella rete del crimine - serie TV, 1 episodio (2017)
- Snowfall - serie TV, 1 episodio (2018)
- The Resident - serie TV, 1 episodio (2019)
- L.A.'s Finest - serie TV, 1 episodio (2019)
- Council of Dads - serie TV, 1 episodio (2020)
- S.W.A.T. - serie TV, 1 episodio (2021)
- Wizards - serie TV (2022)